# Pacentro
Pacentro é uma comuna italiana da região dos Abruzos, província de Áquila, com cerca de 1.279 habitantes. Estende-se por uma área de 71 km², tendo uma densidade populacional de 18 hab/km². Faz fronteira com Campo di Giove, Cansano, Fara San Martino (CH), Lama dei Peligni (CH), Palena (CH), Sant'Eufemia a Maiella (PE), Sulmona, Taranta Peligna (CH).
Faz parte da rede das Aldeias mais bonitas de Itália.

## Demografia
| Variação demográfica do município entre 1861 e 2011                               |
|                                                                                   |
| Fonte: Istituto Nazionale di Statistica (ISTAT) - Elaboração gráfica da Wikipedia |

Faz parte da rede das Aldeias mais bonitas de Itália.